# Sherbrooke Castors
Sherbrooke Castors byl kanadský juniorský klub ledního hokeje, který sídlil v Sherbrooke v provincii Québec. V letech 1969–1982 a 1992–2003 působil v juniorské soutěži Quebec Major Junior Hockey League. První zánik přišel v roce 1982 přestěhováním do Saint-Jean-sur-Richelieu, kde byl vytvořen tým Saint-Jean Lynx. Obnoven byl v roce 1992 pod názvem Sherbrooke Faucons. Druhý a definitivní zánik přišel v roce 2003 přestěhováním do Lewistonu, kde byl vytvořen tým Lewiston Maineiacs. Své domácí zápasy odehrával v hale Palais des Sports Léopold-Drolet s kapacitou 3 646 diváků.
Nejznámější hráči, kteří prošli týmem, byli např.: François Fortier, Michel Petit, Rick Vaive, Dmitrij Afanasenkov, John Chabot, Gord Donnelly, Jere Gillis nebo Radoslav Suchý.

## Historické názvy
Zdroj: 
- 1969 – Sherbrooke Castors
- 1992 – Sherbrooke Faucons
- 1998 – Sherbrooke Castors

## Úspěchy
- Vítěz QMJHL ( 3× )
  - 1974/75, 1976/77, 1981/82

## Přehled ligové účasti
Zdroj: 
- 1969–1970: Quebec Major Junior Hockey League (Východní divize)
- 1970–1973: Quebec Major Junior Hockey League
- 1973–1976: Quebec Major Junior Hockey League (Západní divize)
- 1976–1977: Quebec Major Junior Hockey League (Lebelova divize)
- 1977–1981: Quebec Major Junior Hockey League (Diliova divize)
- 1981–1982: Quebec Major Junior Hockey League
- 1982–1992: bez soutěže
- 1992–1995: Quebec Major Junior Hockey League (Diliova divize)
- 1995–1999: Quebec Major Junior Hockey League (Lebelova divize)
- 1999–2003: Quebec Major Junior Hockey League (Centrální divize)